# Danh sách phim VTV phát sóng năm 2020
Đây là danh sách phim VTV phát sóng trong năm 2020.
←2019 - 2020 - 2021→

## Phim Tết Nguyên Đán
Phát sóng 21:40 đến 22:30 từ mùng 1 đến mùng 4 Tết Nguyên Đán Canh Tý trên kênh VTV1. Phiên bản phát hành lại lên sóng cùng kênh trong khung giờ vàng.
| Thời gian                                             | Tên            | Số tập                                  | NSX | Đoàn làm phim | Bài hát chủ đề | Thể loại                   | Ghi chú                                                |
| ----------------------------------------------------- | -------------- | --------------------------------------- | --- | --- | -------------- | -------------------------- | ------------------------------------------------------ |
| 25 - 28 tháng 1 Phát hành lại: 23 tháng 3 - 3 tháng 4 | Mùa xuân ở lại | 4 (45 phút) Phát hành lại: 10 (25 phút) | VFC | Nguyễn Danh Dũng (đạo diễn); Thu Thủy, Khánh Hà (biên kịch); Lương Thu Trang, Huỳnh Anh, Tô Dũng, Khuất Quỳnh Hoa, Bảo Anh, Lan Hương "Bông", Mạnh Đạt, Thanh Dương, Thanh Hoa, Phạm Ngọc Anh, Hoàng Lan, Chí Bảo, Vũ Phong, Hoàng Du Ka, Nguyễn Thùy Trang... |                | Lãng mạn, dân tộc thiểu số | Phiên bản phát hành lại có bổ sung thêm kết thúc khác. |

## VTV1 - Phim truyện giờ vàng
Những bộ phim này phát sóng từ 21:00 đến 21:30 các ngày từ thứ Hai đến thứ Sáu trên kênh VTV1.
| Thời gian                                  | Tên                                                                   | Số tập                           | NSX | Đoàn làm phim | Bài hát chủ đề                                                                   | Thể loại                      | Ghi chú |
| ------------------------------------------ | --------------------------------------------------------------------- | -------------------------------- | --- | --- | -------------------------------------------------------------------------------- | ----------------------------- | --- |
| 6 tháng 4 - 16 tháng 6                     | Những ngày không quên Là dự án kết hợp của: - Hoa hồng trên ngực trái | 50                               | VFC | Nguyễn Danh Dũng, Trịnh Lê Phong (đạo diễn); Nguyễn Thu Thủy, Trịnh Khánh Hà (biên kịch); Trung Anh, Bùi Bài Bình, Tiến Quang, Thu Quỳnh, Bảo Thanh, Đình Tú, Phương Oanh, Bảo Hân, Tuấn Tú, Thanh Hương, Hương Giang, Việt Bắc, Việt Hoa, Hoàng Du Ka, Hồng Đăng, Hồng Diễm, Linh Huệ, Quang Anh, Quốc Trường, Vân Dung, Anh Tuấn, Hoàng Dũng, Minh Tiệp, Hoàng Yến, Anh Vũ, Phùng Khánh Linh, Tiến Lộc, Kim Ngọc, Đỗ Quỳnh Hoa, Nguyễn Hoàng Ngọc Huyền... | Ghen Cô Vy Sáng tác: Khắc Hưng Thể hiện: Min & Erik                              | Gia đình, tuyên truyền        | Dự án kết hợp đặc biệt trong đại dịch COVID-19 tại Việt Nam. Tập 19, 20 phát sóng lần lượt từ 21:40 - 22:10 và 21:30 - 22:00, ngày 30 tháng 4 và 1 tháng 5. Hoãn 2 tập vào các ngày 13 và 18 tháng 5 do sự kiện đặc biệt. |
| 17 tháng 6 - 30 tháng 9                    | Lựa chọn số phận                                                      | 72                               | VFC | Mai Hồng Phong, Bùi Quốc Việt (đạo diễn); Đặng Minh Châu (biên kịch); Hà Việt Dũng, Phương Oanh, Huỳnh Anh, Mạnh Cường, Thanh Quý, Hoa Thúy, Phú Thăng, Tuấn Tú, Huỳnh Hồng Loan, Văn Báu, Hữu Mười, An Chinh, Lê Tuấn Anh, Hoàng Thanh Du, Tiến Lộc, Dương Đức Quang, Thanh Vân Hugo, Hoàng Hải Thu, Phí Thùy Linh, Xuân Hồng, Anh Tuấn... Case 1: Khuất Quỳnh Hoa, Vũ Phan Anh, Minh Phương, Hồng Liên Case 2: Nguyễn Đức Trung, Chử Phương Thúy, Nguyễn Thị Nguyệt Case 3: Trần Đức, Uy Linh, Thanh Tùng, Tùng Linh, Phạm Thanh Hòa, Quế Hằng, Trần Nhượng, Thu Hà Case 4: Bình Xuyên, Thanh Hương, Nông Dũng Nam, Đồng Thanh Bình, Trần Vân |                                                                                  | Pháp luật, Hình sự            | Được thực hiện với sự phối hợp và hỗ trợ của Tòa án nhân dân tối cao. Hoãn 4 tập vào các ngày 22 tháng 7, 29 tháng 7 và 1 - 2 tháng 9 do sự kiện đặc biệt. Tên cũ: Người nối nghiệp. |
| 1 tháng 10 - 15 tháng 12                   | Lửa ấm                                                                | 52                               | VFC | Đào Duy Phúc (đạo diễn); Hà Anh Thu, Phạm Phương Thảo, Đặng Thu Hà, Tống Phương Dung (biên kịch); Bành Mai Phương (biên tập); Trương Minh Quốc Thái, Thu Quỳnh, Lan Hương 'Bông', Trọng Trinh, Tiến Lộc, Thúy Hằng, Tô Dũng, Nguyễn Mạnh Quân, Kim Ngọc, Nguyễn Kim Oanh, Nguyễn Tiến Quang, Hằng Nga, Trần Việt Hoàng, Anh Thư, Phạm Ngọc Anh, Nguyễn Ngọc Anh, Việt Hoa, Đình Chiến, Quốc Quân, Thu Hương, Dương Khánh, Thu An, Phương Hạnh, Quỳnh Châu, Thế Bình, Thùy Liên, Tiến Việt, Anh Đào... | Lửa ấm Thể hiện: Thu Thủy & Minh Quân Lính cứu hỏa Thể hiện: Zangta và đoàn phim | Hành động, hôn nhân, y tế     | Hoãn 2 tập vào các ngày 1 tháng 12 và 9 tháng 12 do sự kiện đặc biệt. |
| 16 tháng 12 năm 2020 - 16 tháng 4 năm 2021 | Trở về giữa yêu thương                                                | 76 Phần 1: 37 tập Phần 2: 39 tập | VFC | Trịnh Lê Phong (đạo diễn); Đặng Tất Bình (ý tưởng); Nguyễn Thu Trang, Hoàng Hồng Hạnh, Nguyễn Mạnh Cường (biên kịch); Hoàng Dũng/Trung Anh, Hoa Thúy, Bá Anh, Phạm Anh Tuấn, Việt Hoa, Nguyễn Ngọc Huyền, Hoàng Xuân, Phương Hạnh, Minh Hằng/Thanh Tú, Minh Vượng, Minh Phương, Phú Đôn, Phú Thăng, Lý Chí Huy, Vương Trí, Lâm Đức Anh, Đăng Dũng, Hồng Quang, Diễm Hương, Phan Thắng, Hồng Hạnh... | Ngày mai yêu thương quay về Thể hiện: Phạm Anh Tuấn                              | Gia đình, khía cạnh cuộc sống | Tập 11 phát sóng 20:30-21:00, ngày 31 tháng 12 năm 2020. Hoãn 6 tập vào các ngày 30 tháng 12 năm 2020, 1 tháng 1, 8 tháng 1, 13 tháng 1 và 3 - 4 tháng 2 năm 2021 do sự kiện đặc biệt. Hoãn 5 tập vào các ngày 10 - 12 tháng 2 và 15 - 16 tháng 2 năm 2021 để phát sóng các chương trình dịp Tết Nguyên Đán Tân Sửu 2021. Thay đổi diễn viên chính ở phần 2 sau khi NSND Hoàng Dũng qua đời và NSND Minh Hằng bận việc. Tên cũ: Ai rồi cũng già. |

## VTV3 - Phim truyện giờ vàng

### Line-up 1
Bắt đầu từ ngày 7 tháng 2 năm 2020, VTV đã thêm ngày thứ Sáu vào khung giờ này.
Những bộ phim này phát sóng từ 20:00 đến 20:30 các ngày từ thứ Hai đến thứ Sáu trên kênh VTV3.
Lưu ý: Phát sóng 21:00 và 20:30 lần lượt vào các ngày 26 tháng 1 và 1 tháng 2 năm 2021 do thời lượng của chương trình Thời sự 19:00 đưa tin về Đại hội Đảng Cộng sản Việt Nam XIII.
| Thời gian                                 | Tên                        | Số tập          | NSX                 | Đoàn làm phim                                       | Bài hát chủ đề | Thể loại | Ghi chú                          |
| ----------------------------------------- | -------------------------- | --------------- | ------------------- | --------------------------------------------------- | -------------- | -------- | -------------------------------- |
| 16 tháng 6 năm 2020 - 30 tháng 7 năm 2021 | Xin chào hạnh phúc - Mùa 4 | Tập 515 đến 874 | VTV và VietCom Film | Nguyễn Bảo Trâm (điều hành sản xuất); nhiều nghệ sỹ |                |          | Một series gồm nhiều series nhỏ. |

### Line-up 2

#### Phim thứ Hai - thứ Ba/thứ Tư
Bắt đầu từ ngày 27 tháng 7 năm 2020, khung giờ này đã được nâng thời lượng từ 2 tập/tuần vào thứ Hai và thứ Ba lên 3 tập/tuần từ thứ Hai đến thứ Tư do sự đón nhận của khán giả với bộ phim Tình yêu và tham vọng.
Những bộ phim này phát sóng từ 21:30 đến 22:20 (21:40 đến 22:30 từ 24 tháng 8 năm 2020 - 22 tháng 2 năm 2021) thứ Hai và thứ Ba (trước ngày 21 tháng 7), thứ Hai đến thứ Tư (từ ngày 27 tháng 7) trên kênh VTV3.
| Thời gian                                  | Tên                    | Số tập                           | NSX | Đoàn làm phim | Bài hát chủ đề | Thể loại               | Ghi chú |
| ------------------------------------------ | ---------------------- | -------------------------------- | --- | --- | --- | ---------------------- | --- |
| 23 tháng 3 - 16 tháng 9                    | Tình yêu và tham vọng  | 60                               | VFC | Bùi Tiến Huy (đạo diễn); Trịnh Khánh Hà, Trịnh Đan Phượng, Trịnh Cẩm Hằng (biên kịch); Nhan Phúc Vinh, Diễm My 9x, Mạnh Trường, Lã Thanh Huyền, Thanh Sơn, Phan Minh Huyền, Trọng Trinh, Minh Hòa, Thanh Tú, Thùy Anh, Diễm Hương, Đào Văn Bích, Phan Thắng, Minh Phương, Trần Đức, Phú Thăng, Nguyễn Mạnh Cường, Vũ Ngọc Châm, Trọng Lân, Vũ Thu Hoài, Bích Ngọc, Đỗ Kỷ, Thu Quế, Xuân Hồng, Nguyễn Xuân Thắng, Phú Kiên, Phí Thùy Linh, Linh Phương, Ngọc Anh Sally, Raj Taneja... Cameo: Lan Phương, Lê Thanh Tú,Linh Huệ                                                   | Nắm Sáng tác: ViAM Thể hiện: Hương Ly & Minh Vương M4U                                                                                                  | Lãng mạn, doanh nghiệp | Dựa theo phim truyền hình Trung Quốc Thế lực cạnh tranh đã được phát sóng trên kênh VTV1. Ghi hình ở Việt Nam và Cộng hòa Séc. Phát sóng thứ Hai - thứ Tư từ tập 37. Tên cũ: Thế lực cạnh tranh. |
| 21 tháng 9 - 9 tháng 12                    | Trói buộc yêu thương   | 36                               | VFC | Lê Hùng Phương (đạo diễn); Chu Hồng Vân (biên kịch); Kim Xuân, Hữu Châu, Lan Phương, Trương Thanh Long, Ngọc Lan, Tú Vi, Trương Quỳnh Anh, Lý Bình, Lê Thanh Hải, Huỳnh Nga, Văn Anh, Linh Trung, Xuân Hiệp, Đình Hiếu, Đức Thịnh, Trần Kim Hải, Thúy Vy, Huỳnh Nhu, Mộc Linh, Lê Tích Kỳ, Trần Thanh Tâm, Lâm Bảo Châu, Nicolai Đinh, MC Hồng Phúc, Lê Trang... Cameo: Trịnh Kim Chi, Lê Thiện | Xin lỗi Sáng tác: Hồ Tiến Đạt Thể hiện: Nguyên Hà Cứu lấy chút tình tôi Sáng tác: Quốc Bảo Thể hiện: Trini                                              | Gia đình               | Tên cũ: Lối rẽ trái muộn màng. |
| 14 tháng 12 năm 2020 - 24 tháng 5 năm 2021 | Hướng dương ngược nắng | 70 Phần 1: 30 tập Phần 2: 40 tập | VFC | Vũ Trường Khoa (đạo diễn); Thu Thủy, Hân Như, Quỳnh Thy (biên kịch); Hồng Đăng, Hồng Diễm, Lương Thu Trang, Việt Anh, Đình Tú, Quỳnh Kool, Doãn Quốc Đam, Vân Dung, Mạnh Hưng, Mạnh Cường, Thu Hà, Phạm Cường, Công Lý, Đức Trung, Minh Phương, Hoàng Yến, Huyền Sâm, Ngọc Tản, Thanh Hương, Huyền Thạch, Nguyễn Mạnh Cường, Hồng Hạnh, Trần Đức, Chu Diệp Anh, Trần Nhượng, Nguyễn Ngọc Anh, Anh Đào, Lưu Duy Khánh, NSƯT Phùng Tiến Minh, Hoàng Long, Hàn Trang, Thùy Dương, Hương Lý, Minh Tuấn, Phạm Ngọc Long, Lương Ngọc Dung, Mạnh Đạt... Cameo: Huỳnh Anh, Đỗ Duy Nam. | Tình yêu muộn màng Sáng tác: Lê Anh Dũng Thể hiện: Đồng Lan Yêu là thế ư Điều dang dở ngọt ngào nhất Sáng tác: Tiến Minh Thể hiện: Hương Ly & Tiến Minh | Lãng mạn, gia đình     | Tập 28 - 30 của phần 1 phát sóng vào các ngày từ thứ Tư - thứ Sáu do khung giờ thứ Hai - thứ Ba dành cho các chương trình Tết.                                                                   |

#### Phim thứ Tư/thứ Năm - thứ Sáu
Bắt đầu từ ngày 7 tháng 2 năm 2020, VTV đã thêm lại ngày thứ Sáu vào khung giờ này kể từ năm 2014.
Khung giờ đã được thay đổi lần nữa thành "thứ Năm - thứ Sáu" kể từ Cát đỏ (30 tháng 7) do khung giờ ngày thứ Tư đã được thêm cho phim Tình yêu và tham vọng.
Những bộ phim này phát sóng từ 21:30 đến 22:20 (21:40 đến 22:30 từ 27 tháng 8) thứ Tư và thứ Năm (trước ngày 30 tháng 1), thứ Tư đến thứ Sáu (5 tháng 2 - 24 tháng 7), thứ Năm và thứ Sáu (từ ngày 30 tháng 7) trên kênh VTV3.
| Thời gian                                                               | Tên                            | Số tập                                                   | NSX | Đoàn làm phim | Bài hát chủ đề                                                                                        | Thể loại            | Ghi chú |
| ----------------------------------------------------------------------- | ------------------------------ | -------------------------------------------------------- | --- | --- | --- | ------------------- | --- |
| 15 tháng 1 - 18 tháng 3                                                 | Cô gái nhà người ta            | 25                                                       | VFC | Trịnh Lê Phong (đạo diễn); Lê Huyền (biên kịch); Đình Tú, Phương Oanh, Việt Bắc, Hương Giang, Bùi Bài Bình, Linh Huệ, Tiến Quang, Hương Giang, Việt Hoa, Tiến Đạt, Trọng Lân, Anh Tuấn, Hoàng Du Ka, Tiến Ngọc, Quang Trọng, Kiều My, Phí Thùy Linh, Hoàng Huy, Huyền Trang, Đình Chiến, Anh Tuấn, bé Gia Hân, Hoàng Mai, Đỗ Triệu, Đức Trường, Bùi Hoàn, Khánh Long Thành Đức, Văn Huấn, Hoàng Tiphu, Hồ Lan...                                                                                              | Cô gái nhà người ta Sáng tác: Đặng Duy Chiến Thể hiện: Huyền PK                                       | Nông thôn, lãng mạn | 6 tập đầu phát sóng vào thứ Tư - thứ Năm. Tên cũ: Chuyện làng đẩu. |
| 19 tháng 3 - 5 tháng 6                                                  | Nhà trọ Balanha                | 35                                                       | VFC | Nguyễn Khải Anh (đạo diễn); Đỗ Thủy Tiên, Lại Phương Thảo (biên kịch); Xuân Nghị, Công Dương, Trần Nghĩa, Trần Vân, Bích Ngọc, Quỳnh Kool, Kiên Hoàng, Vũ Thu Hoài, Trần Đức, Anh Thơ, Hoàng Long, Lý Chí Huy, Duy Hưng, Hoàng Mai Anh, Nguyễn Thùy Anh, Ngọc Thu, Hoàng Mai Anh Xuân Trường, Mai Như Quỳnh, Kiều Yến Ngọc, Andrea Aybar, Tiến Lộc, Phùng Cường, Hàn Trang, Phương Hạnh, Quế Chi, Lý Chí Huy, Hoàng Long, Tạ Vũ Thu, Anh Dũng... Cameo: Thanh Sơn, Khải Anh, Thảo Vân, Đỗ Thanh Hải, Liên Tít | Nhà trọ Balanha (bản chế của ca khúc Giấu của Hoàng Thùy Linh)                                        | Hài kịch, lãng mạn  | Dựa theo bộ phim truyền hình Hàn Quốc Chào mừng bạn đến với Waikiki. Tập 35 chỉ phát 45 phút, bản đầy đủ 60 phút được phát hành trên ứng dụng VTV Giải Trí.                                                                           |
| 10 tháng 6 - 24 tháng 7 Lần đầu: 10 - 20 tháng 3 (VTV1, dừng phát sóng) | Đừng bắt em phải quên          | 30 Tập 1 - 9: VTV1 (30 phút) Tập 10 - 30: VTV3 (45 phút) | VFC | Vũ Minh Trí (đạo diễn); Dương Đặng Linh Đan / Thu Thủy, Vân Anh (biên kịch); Thanh Sơn, Quỳnh Kool, Hoàng Hải, Quách Thu Phương, Kim Oanh, Như Quỳnh, Hoàng Xuân, Lâm Tùng, Kiều My, Châu Dương, Lâm Đức Anh, Hoàng Mai Anh, Linh Huệ, Xuân Hùng, Việt Hoa, Ngọc Crystal Eyes, Mạnh Hưng, Nguyễn Nhàn, Trang Hoàng, Trương Hoàng, Tuyết Bít... | Gió mùa thu năm ấy Sáng tác: Trần Quang Duy Thể hiện: Phương Linh & Minh Vương M4U                    | Lãng mạn, tình yêu  | Dừng phát sóng trên VTV1 sau 9 tập để phù hợp với việc sản xuất và phát sóng chương trình nhằm đáp ứng yêu cầu tuyên truyền, thay thế bằng phiên bản 25 phút của bộ phim Mùa xuân ở lại.                                              |
| 30 tháng 7 - 12 tháng 11                                                | Cát đỏ                         | 30                                                       | VFC | Lưu Trọng Ninh (đạo diễn & biên kịch); Thúy Diễm, Trinh Tuyết Hương, Nguyễn Hoàng Thúy Nga, Hữu Thanh Tùng, Võ Cảnh, Thạch Kim Long, Võ Nghi Bình, Ngọc Anh Sally, Thạch Ngọc Khánh, Kim Huyền, Phạm Thanh Yến, Thu Cúc, Mã Trung, Hữu Bình, Hữu Phước, Phi Điểu, Yến Vi, Trọng Thành, Huỳnh Thị Thảo Hiền, Đinh Thị Ngọc Liên, bé Thủy Tiên, bé Thái Đôn, bé Thảo... | Chuyện của cát Sáng tác và thể hiện: Dương Trường Giang Ghen Sáng tác: Trần Tiến Thể hiện: Tùng Dương | Lãng mạn            | Hoãn 1 tập vào ngày 14 tháng 8 do sự kiện đặc biệt. |
| 13 tháng 11 năm 2020 - 9 tháng 4 năm 2021                               | Cảnh sát hình sự: Hồ sơ cá sấu | 38                                                       | VFC | Nguyễn Mai Hiền (đạo diễn); Nguyễn Trung Dũng, Tạ Hồng Minh (biên kịch); Mạnh Trường, Kiều Anh, Hoàng Hải, Việt Anh, Ngọc Quỳnh, Doãn Quốc Đam, Phan Minh Huyền, Lan Phương, Bảo Anh, Trọng Lân, Đỗ Kỷ, Phú Thăng, Bình Xuyên, Anh Tuấn, Duy Hưng, Hoàng Phúc Anh, Danh Thái, Phùng Đức Hiếu, Đào Thúy Hường, Tuấn Cường, Đức Hùng, Hoàng Dũng/Trần Đức, Vĩnh Xương, Bá Anh, Hoàng Yến, Chu Quỳnh Chi, Tuấn Anh, Phương Hạnh, Hồ Phong, Đình Chiến, Tiến Ngọc...                                              | | Hình sự, lãng mạn   | Hoãn 1 tập ngày 20 tháng 11 năm 2020 do trùng với đêm chung kết Hoa hậu Việt Nam. Hoãn 4 tập vào các ngày 11 - 12 và 18 - 19 tháng 2 năm 2021 để phát sóng các chương trình dịp Tết Nguyên Đán Tân Sửu 2021. Tên cũ: Không lối thoát. |

## VTV3 - Phim truyện chiều cuối tuần
Những bộ phim này phát sóng từ 14:00 đến 14:45 thứ Bảy và Chủ Nhật trên kênh VTV3, do VTV & Mega GS thực hiện.
| Thời gian                                 | Tên                     | Số tập | NSX     | Đoàn làm phim | Bài hát chủ đề                                                                          | Thể loại           | Ghi chú |
| ----------------------------------------- | ----------------------- | ------ | ------- | --- | --------------------------------------------------------------------------------------- | ------------------ | --- |
| 11 tháng 4 - 26 tháng 7                   | Những nàng dâu nổi loạn | 32     | Mega GS | Xuân Phước (đạo diễn); Phạm Tân, Huỳnh Tuấn Anh (kịch bản); Lương Thế Thành, Bella Mai, Lê Bê La, Công Ninh, Thanh Dậu, Võ Minh Bảo, Hoàng Kim, Phi Bảo, Mỹ Hạnh, Hoàng Phi, Huỳnh Anh Tuấn, Giang Bích Phượng, Bích Duyên, Thanh Tùng, Mai Phượng, Thanh Hiền... | Em sẽ yêu Thể hiện: Thúy Vân                                                            | Hài kịch, gia đình | |
| 1 tháng 8 - 6 tháng 12                    | Yêu trong đau thương    | 38     | Mega GS | Chu Thiện (đạo diễn); Nguyễn Thị Mộng Thu (kịch bản); Kim Xuân, Thanh Nam, Bella Mai, Đăng Dũng, Nhật Hạ, Kiều Khanh, Thanh Thức, Ngân Quỳnh, Hoàng Nguyên, Thanh Bình, Minh Trân, Quang Đáng, Phi Điểu...                                                        | Lệ ca Sáng tác: Lex Vũ Thể hiện: Minh Trang Xót xa Sáng tác: Ý Vũ Thể hiện: Duyên Quỳnh | Gia đình, thời xưa | |
| 12 tháng 12 năm 2020 - 1 tháng 5 năm 2021 | Ngày em đến             | 37     | Mega GS | Đinh Đức Liêm (đạo diễn); Phượng Vỹ (kịch bản); Thân Thúy Hà, Cao Minh Đạt, Bạch Công Khanh, Hạ Anh, Đăng Dũng, Lam Tuyền, Bích Hằng, Thanh Ngọc, Lê Minh Thành, Lương Ánh Ngọc, Quang Thái, Nghinh Lộc, Ngân Châu, Tấn Hùng, Trung Kiên, Hoàng Vũ, Hoàng Long... | Ngày em đến Sáng tác: Lex Vũ Thể hiện: Tuyết Mai                                        | Gia đình           | Hoãn 4 tập vào các ngày 13 - 14 và 20 - 21 tháng 2 năm 2021 để phát sóng các chương trình dịp Tết Nguyên Đán Tân Sửu 2021. |